# The Next Three Days
The Next Three Days è un film del 2010 diretto da Paul Haggis.

## Trama
Lara Brennan viene accusata dell'omicidio della sua capoufficio, con la quale aveva avuto un'accesa discussione, e viene condannata all'ergastolo. 
Il marito, John, professore in un college di Pittsburgh, è fermamente convinto della sua innocenza e cerca con ogni mezzo di farla scagionare, ma senza successo poiché le prove sono tutte contro; è quindi costretto a continuare la sua vita senza di lei e crescere da solo il figlio Luke.
Tre anni dopo, John ritenta di dimostrare l'innocenza della moglie, ma anche questa volta fallisce e questo getta Lara nella disperazione; infatti tenta il suicidio e viene ricoverata in ospedale. A questo punto a John rimane una sola soluzione: cercare di farla evadere dal carcere.
John consulta Damon Pennington, un ex detenuto che è riuscito ad evadere sette volte e ha scritto un'autobiografia sull'argomento. Pennington, sebbene riluttante ad aiutarlo, dato che la fuga continua ha trasformato la sua vita, dà dei consigli a John: studiare la prigione dove si trova sua moglie, dato che ogni struttura ha un punto debole; cercare di evitare la cattura dopo l'evasione, procurandosi passaporti falsi, nuovi numeri della previdenza sociale e un ingente quantitativo di denaro per pagare le persone giuste; andare a vivere in un luogo senza estradizione; e, soprattutto, nel caso capisse di non essere in grado di fare tutto questo, lasciar perdere, prima di provocare la morte di qualcuno.
John inizia a preparare diversi piani, si procura una pistola e impara a usarla; ottiene, non senza fatica, passaporti falsi e un nuovo numero di previdenza sociale. Si procura anche una mappa della città, per studiare scorciatoie e percorsi che gli consentano di fuggire dal centro in 15 minuti e dall'area metropolitana in meno di 35. Per ottenere i soldi, vende la casa e la maggior parte dei mobili.
Intanto Lara sta per essere trasferita in un altro carcere: questo fa disperare John e lo costringe a mettere da parte tutti i suoi dubbi, adottando soluzioni disperate per accelerare la fuga. Irrompe in casa di un trafficante di droga e, dopo averlo ucciso e aver dato fuoco all'abitazione, fugge con i ricavi dello spaccio. 
Quindi falsifica il valore della glicemia della moglie, facendo credere ai medici che la donna, diabetica, abbia avuto un brusco peggioramento e che perciò debba essere ricoverata urgentemente in ospedale.
Travestito da medico, riesce a farla fuggire, nonostante lei, terrorizzata dalle possibili conseguenze, non approvi la sua iniziativa.
John e Lara fuggono dall'ospedale e dalla polizia che cerca di fermarli, e si recano a prendere Luke, che però si trova in visita allo zoo, invece che alla festa dove il padre credeva che fosse. John non vorrebbe andare a recuperare il figlio, poiché questo imprevisto allunga i tempi della fuga, ma Lara non è d'accordo e tenta di buttarsi dalla macchina in corsa. John la ferma appena in tempo e decide allora di tentare il tutto per tutto e andare a riprendere Luke, depistando più volte la polizia per riuscire a imbarcarsi in aereo, anche dopo il blocco delle strade. I tre fuggono in Venezuela, dove finalmente possono tornare ad essere una famiglia.
Qualche tempo dopo, il detective che anni prima aveva fatto arrestare Lara, continua a rimuginare sul caso e torna sul luogo dell'omicidio, per tentare un'ultima volta di ricostruire l'accaduto e magari discolparla. Ripensa alla versione di Lara: la colpevole dell'omicidio l'aveva urtata durante la fuga, facendole perdere un bottone e macchiandole la giacca con il sangue della vittima. Una serie di altre fatalità aveva poi contribuito a produrre prove schiaccianti a carico di Lara. Il detective prova a cercare quel bottone ma, ancora una volta per fatalità, non lo trova, sebbene l'oggetto sia ancora lì, trascinato dalla pioggia in un tombino.

## Produzione
The Next Three Days è un remake del film francese del 2007 Pour elle di Fred Cavayé. La Lionsgate ingaggiò Paul Haggis per dirigere il film nel giugno 2009. Russell Crowe fu il primo attore a far parte del cast, in luglio, per interpretare il protagonista. Secondo Haggis, Russell Crowe era l'ideale per interpretare «un uomo qualunque capace di ergersi affrontando circostanze straordinarie». Durante il mese successivo, Elizabeth Banks si aggregò per il ruolo di Lara. Nei mesi successivi furono ingaggiati anche Olivia Wilde, Jonathan Tucker, il rapper RZA, Brian Dennehy e Liam Neeson. La partecipazione di Liam Neeson costituisce un cameo, in cui interpreta un ex evaso.
Le riprese iniziarono a fine ottobre 2009 e si conclusero durante il mese di dicembre. Il film è stato girato interamente a Pittsburgh, in Pennsylvania.

## Distribuzione
Il film fu distribuito nelle sale statunitensi a partire dal 19 novembre 2010, a cura della Lionsgate. In Italia uscì l'8 aprile 2011, distribuito da Medusa Film.

## Accoglienza

### Incassi
Negli Stati Uniti il film ha incassato circa 21 milioni di dollari. Complessivamente gli incassi sono stati di oltre 67,4 milioni di dollari partendo da un budget di 30 milioni.

### Critica
Roger Ebert sul Chicago Sun-Times definì il film "un po' deludente, con una trama poco credibile, anche se nel complesso non è male". «Inferiore alle aspettative» fu anche il giudizio di USA Today, che mise in luce come ci si potesse aspettare di più, dato il cast. Il San Francisco Chronicle sottolineò come la trama fosse troppo ridicola per un film drammatico e di come il film avesse anche un lato ironico, aspetto fatto notare anche dal New York Times. «Tortuoso e un po' ridicolo» fu il giudizio di filmcritic.com.

## Riconoscimenti
- 2011 - Irish Film and Television Award
  - Nomination Miglior attore internazionale a Russell Crowe
- 2010 - International Film Music Critics Award
  - Nomination Compositore dell'anno a Danny Elfman